# Center (American football)

De positie van de center

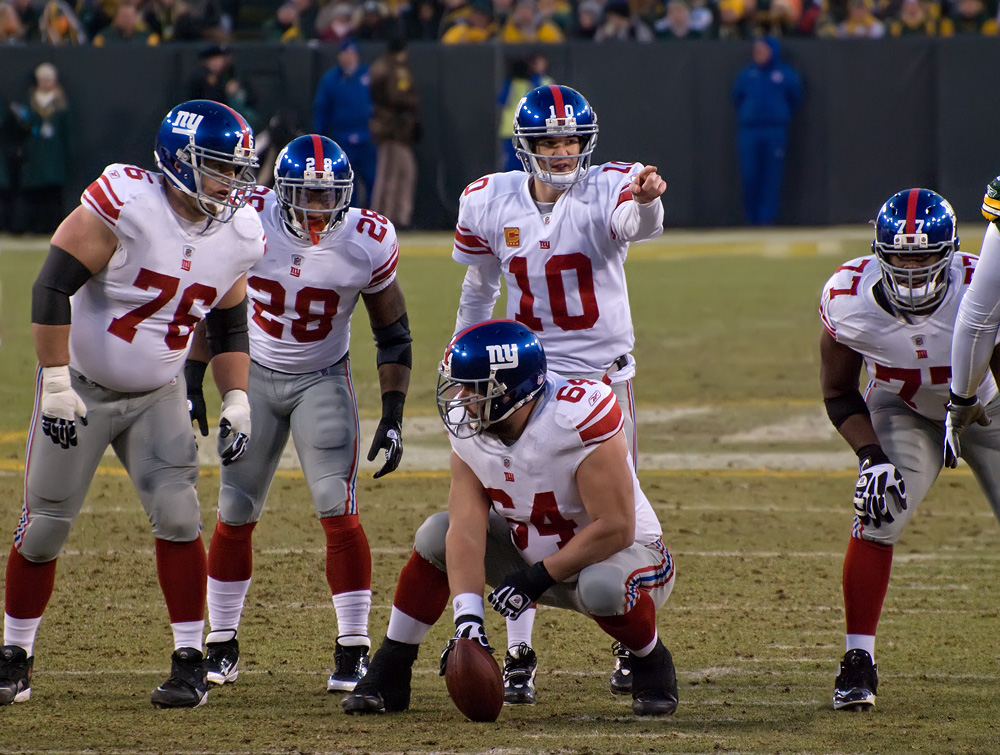
De center (64) geeft de bal aan de quarterback (10)

Een center is een speler in het American en Canadian football. Centers behoren tot het aanvallende team en zijn gepositioneerd in het midden van de eerste linie (de linemen).
Een center heeft verschillende taken. Zijn belangrijkste taak is het beschermen van de quarterback door spelers van het andere team tegen te houden. Daarnaast is hij degene die bij de start van elke aanvalspoging de bal tussen de benen door naar achteren geeft aan de quarterback, die vervolgens de aanval opzet. 
Aanval: Quarterback · Wide receiver · Tight end · Center · Guard · Offensive tackle · Running back · Fullback · H-back

Verdediging: Defensive tackle · Defensive end · Nose tackle · Linebacker · Defensive back

Speciale teams: Placekicker · Punter · Long snapper · Holder · Punt returner · Kick returner · Gunner